# IC 1989
IC 1989 је елиптична галаксија у сазвјежђу Часовник која се налази на листи објеката дубоког неба у Индекс каталогу.
Деклинација објекта је - 50° 57' 28" а ректасцензија 3h 41m 54,4s. Привидна величина (магнитуда) објекта IC 1989 износи 13,6 а фотографска магнитуда 14,6. IC 1989 је још познат и под ознакама ESO 200-55, PGC 13581.